# Kærlighedsægteskab
Kærlighedsægteskab eller den romantiske kærlighed er i dag dominerende i den vestlige verden. I den romantiske kærlighed lader man følelsen af lidenskab være det afgørende for valg af partner – ikke fornuften. 
Den amerikanske historiker Stephanie Coontz, der har skrevet bogen Marriage, A History: From Obedience to Intimacy, or How Love Conquered Marriage fra 2005, argumenterer i sin bog for, at kærlighedsægteskaber begyndte at blive indgået allerede i 1300-tallet, og det i 1700-tallet begyndte blomstre.

## Uden for den vestlige verden

### Kærlighedshytte hoskreungerne
Den unge piges far bygger en lille pælehytte hvor pigen kan have besøg af sine bejlere, helt uden forældrenes indflydelse.